# Methana caneae
Methana caneae är en kackerlacksart som beskrevs av Pope 1953. Methana caneae ingår i släktet Methana och familjen storkackerlackor. Inga underarter finns listade i Catalogue of Life.